# Toxorhina melanomera
Toxorhina melanomera là một loài ruồi trong họ Limoniidae. Chúng phân bố ở miền Australasia.